# Walter Krause (Mediziner)
Walter Krause (* 15. November 1910 in Wien; † 16. August 2007 ebenda)  war ein österreichischer Anatom. Nach dem Urteil von Zeitgenossen und Schülern zählte er zu den prägenden Persönlichkeiten der medizinischen Ausbildung in Wien nach dem Zweiten Weltkrieg.
Krause verbrachte seine Kindheit und Jugend in Mödling. Nach Absolvierung der Matura mit Auszeichnung studierte er Medizin an der Universität Wien und schloss 1933 mit dem Doktorat ab. Schon während seines Studiums arbeitete Krause als anatomischer Demonstrator für Julius Tandler. 1934 wurde er Assistent an der 1. Anatomischen Lehrkanzel. 1938 wurde er aus politischen Gründen entlassen.  Nach Inhaftierung in der NS-Zeit (wegen „Rassenschande“), Kriegsdienst in einer Strafkompanie des Afrikakorps und Gefangenschaft widmete sich der 1949 habilitierte Anatom vorrangig dem Wiederaufbau des Lehrbetriebes und des Institutsgebäudes. Nach dem Tod des Institutsvorstands Heinrich Hayek fungierte Krause als supplierender Leiter des Instituts. 1971 wurde er zum außerordentlichen Professor für Topographische Anatomie ernannt und 1974 zum Ordinarius. Gerühmt wurden insbesondere  Krauses anschaulicher und praxisbezogener Unterricht, seine Fachkompetenz und humanistische Bildung, sein Kunstverständnis und sein offenes und bescheidenes Wesen.
1995 erhielt Krause das Goldene Ehrenzeichen der Ärztekammer für Wien und 2005 das Österreichische
Ehrenkreuz für Wissenschaft und Kunst I. Klasse.
Krauses Grab befindet sich am Wiener Zentralfriedhof, Gruppe 16 C, Reihe 1, Grab Nummer 5.